# مقاطعة أيتشيسون (ميزوري)
مقاطعة أيتشيسون (بالإنجليزية: Atchison County)‏ هي إحدى المقاطعات في ولاية ميزوري في الولايات المتحدة الأمريكية.